# 애타는 마음
《애타는 마음》은 대한민국 음악 그룹 울랄라 세션과 아이돌 아이유의 음악 앨범이다. 연습생 시절 아이유를 만들어 준 프로듀서 최갑원이 프로듀싱한 앨범이고, 생전 울랄라 세션 멤버  故 임윤택의 목소리가 담겨있어 더 큰 기대를 받았으며, 그 기대에 부흥한 앨범이다. 타이틀 곡은 〈애타는 마음〉이다. 2014년 6월 30일 로엔 엔터테인먼트에서 발매되었다.

## 수록곡
| # | 곡명                | 작사   | 작곡       | 편곡 |
| - | ------------------- | ------ | ---------- | ---- |
| 1 | 애타는 마음         | 최갑원 | 김도훈, PJ | PJ   |
| 2 | 애타는 마음 (Inst.) |        | 김도훈     | PJ   |

## 선곡 번호
- 금영 59368
- TJ 38636

## 여담
- 한화 이글스의 前 외야수인 송광민의 응원가로 쓰였다.